# A Model Family
A Model Family (koreanischer Originaltitel: 모범가족 Mobeom Gajok) ist eine südkoreanische Serie, die von Production H und Celltrion Entertainment für Netflix umgesetzt wurde. Die Serie wurde am 12. August 2022 weltweit auf Netflix veröffentlicht.

## Handlung
Als Park Dong-ha, ein Professor mit Geldproblemen, unwissentlich ein Drogenkartell bestiehlt, bleibt ihm nur eine Option, um seine Familie zu retten, die kurz vor dem Zusammenbruch steht: Er muss als Drogenkurier arbeiten.

## Besetzung und Synchronisation
Die deutschsprachige Synchronisation entstand nach den Dialogbüchern von Andrea Greul und Daniel Gärtner sowie unter der Dialogregie von Jasmin Arnoldt und Josephine Schmidt durch die Synchronfirma Oxygen Sound Studios in Berlin.

### Hauptdarsteller
| Rolle          | Schauspieler  | Synchronsprecher          |
| -------------- | ------------- | ------------------------- |
| Park Dong-ha   | Jung Woo      | Peter Flechtner           |
| Ma Gwang-cheol | Park Hee-soon | Sebastian Christoph Jacob |
| Kang Eun-ju    | Yoon Jin-seo  | Cornelia Waibel           |
| Kang Joo-hyun  | Park Ji-yeon  | Maria Burghardt           |

### Nebendarsteller
| Rolle           | Schauspieler   | Synchronsprecher   |
| --------------- | -------------- | ------------------ |
| Hwang Yong-su   | Choi Moo-sung  | Marko Bräutigam    |
| Choi Kang-jun   | Kim Seung-o    | Nils Nelleßen      |
| Park Yeon-woo   | Shin Eun-soo   | Valentina Bonalana |
| Park Hyun-woo   | Seok Min-gi    | Artur Lacdao       |
| Cha Yun-seok    | Jung Joon-won  | Lucas Wecker       |
| Ko Min-gyu      | Park Doo-shik  | Julius Jellinek    |
| Oh Jung-bae     | Moon Jin-seung | Michael Ernst      |
| Kim Sang-gu     | Han Woo-yul    | Marco Wittorf      |
| Chang-su        | Lee Tae-hyung  | Dirk Talaga        |
| Jun-yeong       | Jeon Jin-oh    | Michael Noack      |
| Kong Byeong-gu  | Lee Chang-hoon | René Dawn-Claude   |
| Chief Kang-wook | Lee Moon-sik   | Tobias Lelle       |
| Moon Jeong-guk  | Kim Shin-rok   | Gundi Eberhard     |
| Yoo Han-cheol   | Kim Joo-hun    | Max Felder         |
| Oh Jae-chan     | Kim Shin-bi    | Carlos Fanselow    |
| Bote            | Won Hyun-joon  | Sven Gerhardt      |
| Park Deuk-su    | Oh Kwang-rok   | Gerald Schaale     |
| Mr. Kim         | Hwang Jae-yeol | Samuel Zekarias    |
| Jeon Pil-seong  | Park Jae-hong  | Oscar Räuker       |

### Episodendarsteller
| Rolle                         | Schauspieler        | Synchronsprecher   |
| ----------------------------- | ------------------- | ------------------ |
| Nachbar                       | Heo Dong-won        | Imme Aldag         |
| Immobilienmakler              | Park Sung-hoon      | Sven Fechner       |
| Geldwäscher                   | Baek Soo-jang       | Daniel Gärtner     |
| Boss Ma                       | Heo Sung-tae        | Armin Schlagwein   |
| Mi-yeon                       | Kim Si-yeong        | Anne Düe           |
| Stellvertretender Schulleiter | Lee Chang-jik       | Sven Brieger       |
| Ha-eun                        | Jo Eun-hyung        | Celina Gaschina    |
| Motelangestellter             | Bae Je-ki           | Daniel Welbat      |
| Lilliya                       | Anastasiia Sokolova | Katharina Spiering |
| Sun-ok                        | Shin Yun-sook       | Sabine Arnhold     |

## Episodenliste
| Nr.                                                                         | Deutscher Titel | Originaltitel |
| --------------------------------------------------------------------------- | --------------- | ------------- |
| 1                                                                           | Folge 1         | 1화           |
| 2                                                                           | Folge 2         | 2화           |
| 3                                                                           | Folge 3         | 3화           |
| 4                                                                           | Folge 4         | 4화           |
| 5                                                                           | Folge 5         | 5화           |
| 6                                                                           | Folge 6         | 6화           |
| 7                                                                           | Folge 7         | 7화           |
| 8                                                                           | Folge 8         | 8화           |
| 9                                                                           | Folge 9         | 9화           |
| 10                                                                          | Folge 10        | 10화          |
| Am 12. August 2022 wurden alle Folgen der Serie bei Netflix veröffentlicht. |                 |               |